# 베닝턴 대학교
베닝턴대학교(Bennington College)는 미국 버몬트주 베닝턴에 위치하는 사립의 무종교 자유인문대학교(Liberal Arts College)이다. 이 학교는 1932년에 여자대학으로 설립되었고 1969년에 남녀공학으로 바뀌게 되었다. 이것은 New England Association of School & Colleges (NEASC)에 의한 것이다.

## 역사

### 1920년대
베닝턴대학교의 설립은 1923년에 계획되어 실현되기까지 9년이 걸렸다. 많은 사람들이 참여한 가운데 4명의 주요 인물은 빈센트 레이비 부스(Vincent Ravi Booth), 홀 파크 매컬러 부부(Mr. and Mrs. Hall Park McCullough), 그리고 윌리엄 허드 킬패트릭(William Heard Kilpatrick)이다.
파크 매컬러를 중심으로한 한 여성단체가 1924년에 미국 전역에 걸쳐 500여명의 시민 지도자와 교육자를 모은 Colony Club Meeting을 구성하였다. Conlony Culb Meeting의 결과로 헌장이 보존되었고 베닝턴대학교를 위한 이사회가 결성되었다. 이사진 중 한명인 존 듀이는 그의 교육원칙을 통해 Plan Process와 Field Work Term과 같이 이 대학교의 주요한 프로그램들을 형성하는데 기여하였다.
대학교가 시작하기 4년 전인 1928년, 로버트 데보어 리(Robert Devore Leigh)는 베닝턴대학교 집행위원회에 의해 베닝턴대학교의 첫 교장이 되도록 뽑혔다. 리는 베닝턴대학교의 구성과 초기활동을 형성하는 것을 주도했다. 1929년 그는 "Bennington idea"의 개요가 된 베닝턴대학교 계획서를 저술하였다.

### 1930년대
1932년 87명의 여성들이 첫 학생으로서 캠퍼스에 왔다. 이 대학은 자유인문 교육과정(Liberal Arts Curriculum)의 요소중에 시각과 공연예술(Visual and Performing Arts)을 제대로된 하나의 요소로 포함시킨 첫 대학이다. 1932년에 대학이 시작한 이후로, 매년 베닝턴대학교의 학생들은 겨울에 인턴쉽과 봉사활동을 하였다. 원래 "Winter Field & Reading Period"라고 불리던 그 두달간의 기간은 1928년 리 교장의 베닝턴대학교 계획서에서 "학생들과 교직원들이 여행, 현장연구, 그리고 큰도시에서의 생활에서 교육적인 이익을 누릴 수 있는 긴 겨울간의 휴식"이라고 표현되어 있다. 이 인턴쉽은 "Non-Resident term"(비거주 기간)에서 지금의 Field Work Term"으로, 두번 이름이 바뀌었었다.
1934년에 마사 힐(Martha Hill). 마사 그레이엄(Martha Graham), 도리스 험프리(Doris Humphrey), 해냐 홈(Hanya Holm), 그리고 찰스 와이드먼(Charles Weidman)에 의해 "Bennington School of Dance summer program"(베닝턴 무용학교 여름 프로그램)이 설립되었고, 이들이 그곳에서 교육하였다. 그 프로그램에는 호세 리몬(José Limón), 베시 숀버그(Bessie Schonberg), 머스 커닝햄(Merce Cunningham), 베티 포드(Betty Ford)가 출석하였다. 1935년 연극에서의 공연을 위해 학교의 관리인들은 "Bennington Theater Studio program"(베닝턴 연극 스튜디오 프로그램)에 젊은 남성들을 뽑는 것에 동의했다. 그리고 그곳에 출석했던 남성들 중 한명이 앨런 아킨이다.

### 1940~1980년대
1951년 미국 주 정부는 베닝턴대학교의 전쟁후 "Allied rebuilding of German society"에 대한 모델로서의 독특한 교육방식에 대해 문서를 발행하였다.
1959년에 "Edward Clark Crossett Library"(에드워드 클라크 크로셋 도서관)가 여러 수상경력이 있는 현대 건축가인 피에트로 벨루키(Pietro Belluchi)에 의해 지어졌다. 개설후 크로셋 도서관은 Architectural Forum에 소개되었고 1960년대에 많은 건축학 학생들의 학습의 중심지가 되었다. 크로셋 도서관은 또한 1963년에 Honor Award for library design(도서관 디자인 명예상)을 수상하였다.
1968년 증가하는 학생수를 감당하기 위하여 세개의 새로운 학생 기숙사가 건축되었고, 그들의 명예와 함께 William C. Fels, Jessie Smith Noyes, and Margaret Smith Sawtell라고 이름 지어졌다. 이 세 기숙사는 사후 2007년에 American Institute of Architects Gold Medal을 수상한 저명한 현대 건축가 에드워드 래러비 반스(Edward Larrabee Barnes)에 의해 지어졌다.
1969년에 베닝턴대학교는 완전한 남녀공학학교가 되면서, 미국내에서 큰 이목을 끌었을뿐더러, 뉴욕 타임스에서도 주된 기사로 올라왔다.

### 1990년대
1993년 베닝턴대학교 이사회는 "The Symposium"(심포지엄, 학술 토론회)라고 불리는 과정을 시작했다. 베닝턴대학교가 학교의 교육학과 목적에 위협적인 증가하는 현상태에 대한 .... 이사회에 따르면 이 과정은 베닝턴대학교가 다른모습을 보여주기 위한 의도였으며, 이 과정이 끝날 때 즈음 600개가 넘는 기여를 받았다고 한다.
이 과정의 결과는 1994년에 "Symposium Report of the Bennington College Board of Trustees"(베닝턴대학교 이사회 심포지엄 보고서)라는 이름의 36페이지 분량의 문서로 출판되었다. 추천된 변화들은 다음의 목록을 포함한다.
- "교사-전문가" 정신 도입
- "다양한, 역동적 변화가 있는 교사 프로그램 그룹"에 대한 동의에 기반한 교육적 분할의 폐지
- 추정상의 재임기간 시스템을 "실험적인 계약 시스템"으로 대체
- 앞으로의 5년에 걸쳐 학비 10% 감소

## 학교장
1928–1941	Robert Devore Leigh
1941–1947	Lewis Webster Jones
1947–1957	Frederick H Burkhardt
1957–1964	William C. Fels
1965–1971	Edward J. Bloustein
1972–1976	Gail Thain Parker
1977–1982	Joseph Murphy
1982–1986	Michael K. Hooker
1987–2013	Elizabeth Coleman
2013–current	Mariko Silver

## 교육
교수대 학생비율은 8:1이며 평균적으로 한 학급의 학생 수는 13명이다.

## 재정지원
- 2013-2014년에 각 학생에게 60,540달러의 돈이 청구되었고, 이 총합은 46,048달러의 학비와 13,652달러의 기숙비, 1,305달러의 수수료비, 그리고 1,000달러의 책과 공급품료로 나뉜다.
- 90%의 학부생이 재정지원을 받는다.
- 재정지원이 필요한 99.8%의 학생들에게 재정지원이 주어진다.
- 80%정도의 재정지원 희망액수를 충족한다.

## 특별한 프로그램들
- Center for Creative Teaching
- Isabelle Kaplan Center for Languages and Culture
- Quantum Leap Program

## 캠퍼스
각 기숙사들은 학교를 세우는데 기여한 사람들의 이름을 따 지어졌다. 캠퍼스는 1929년에 주식시장 붕괴로 인해 일자리를 잃은 100여명 이상의 지역 기능공들에 의해 지어졌다.

## 학문 건물들
- The Barn
- Center for the Advancement of Public Action
- Crossett Library
- Dickinson Science Building
- Jennings Music Building
- Deane Carriage Barn
- Stickney Observatory
- Tishman Lecture Hall
- East Academic Center Buildings
- Visual and Performing Arts Center

## 거주 건물들
94%의 학생들이 캠퍼스내에 거주한다. 21개의 학생 기숙사가 있고, 모든 기숙사는 남녀가 함께 쓴다. 각 기숙사는 일요일 저녁에 학생들이 모여 캠퍼스와 기숙사 내 문제들에 대해 토론하는 "Coffee Hour"가 있다. 이 외에 총 15개의 스테프와 교수진들의 기숙사가 있다.

### 콜로니얼(Colonial) 건물
- Bingham
- Booth
- Canfield
- Dewey
- Franklin
- Kilpatrick
- Leigh
- McCullough
- Stokes
- Swan
- Welling
- Woolley

### 반(Barnes) 건물
- Fels
- Noyes
- Sawtell

### 우(Woo) 건물
- Merck
- Paris-Borden
- Perkins

### 기타 건물
- Longmeadow
- Welling Town House
- Shingle Cottage

### 식당, 헬스장, 레크레이션 건물
- Historic Commons Building
- Meyer Recreation Barn & Climbing Gym
- The Student Center & Snack Bar
- The Upstairs/Downstairs Cafe
- Soccer Field
- Tennis Courts
- Basketball Court
- Running and Hiking Trails

## 학생 생활
베닝턴대학교의 재학생은 총 668명이며 남녀 비율은 32.9대 67.1이다. 96%의 학생들이 학교의 건물에서 거주하며, 6%는 교외에 거주한다.

## 매해의 행사들
- 24-Hour Play

연극이 하루동안 제작되고 연기된다.
- Pigstock

라이브 음악과 돼지고기 훈제와 함께하는 봄철의 축제
- Roll-a-rama

Greenwall Auditorium에서 이루어지는 롤러스케이트 타기
- Sunfest

5월에 있는 하루종일에 걸친 음악 축제